# Kalindra Faria
Kalindra Walquiri de Carvalho Faria (ur. 23 lipca 1986 w Taubaté) – brazylijska zawodniczka mieszanych sztuk walki (MMA), była mistrzyni Titan FC w kategorii koguciej. Walczyła dla takich organizacji jak: KSW, UFC czy WSoF. 

## Osiągnięcia
- 2013: Zwycięstwo w turnieju MMA Super Heroes w wadze muszej
- 2016: Mistrzyni Titan FC w wadze koguciej
- 2022: Mistrzyni Brazilian FS w wadze słomkowej

## Lista zawodowych walk w MMA (niepełna)
| Wynik     | Bilans  | Przeciwnik                       | Rozstrzygnięcie                      | Runda | Czas | Rozgrywki                          | Data       | Miejsce      | Uwagi                                                                                        |
| --------- | ------- | -------------------------------- | ------------------------------------ | ----- | ---- | ---------------------------------- | ---------- | ------------ | -------------------------------------------------------------------------------------------- |
| Przegrana | 19-10-1 | Lucia Szabová (8-0)              | Poddanie (americana)                 | 1     | 4:16 | Oktagon 67: Creasey vs. Adamia     | 22.02.2025 | Trzyniec     | Debiut w Oktagon MMA.                                                                        |
| Przegrana | 19-9-1  | Julia Polastri                   | Decyzja (jednogłośna)                | 3     | 5:00 | Iron Man MMA 24                    | 24.06.2022 | Belém        |                                                                                              |
| Wygrana   | 19-8-1  | Diná da Silva                    | Poddanie (duszenie zza pleców)       | 1     | 3:16 | Brazilian Fighting Series 10       | 29.05.2022 | São Paulo    | Powrót do wagi słomkowej. Walka o pas mistrzowski Brazilian FS w wadze słomkowej. Main Event |
| Przegrana | 18-8-1  | Joanne Calderwood                | Poddanie (duszenie trójkątne nogami) | 1     | 4:57 | UFC Fight Night: Gaethje vs. Vick  | 25.08.2018 | Lincoln      |                                                                                              |
| Przegrana | 18-7-1  | Jessica Eye                      | Decyzja (niejednogłośna)             | 3     | 5:00 | UFC Fight Night: Stephens vs. Choi | 14.01.2018 | Saint Louis  |                                                                                              |
| Przegrana | 18-6-1  | Mara Romero Borella              | Poddanie (duszenie zza pleców)       | 1     | 2:54 | UFC 216: Ferguson vs. Lee          | 07.10.2017 | Las Vegas    | Walka w wadze muszej.                                                                        |
| Wygrana   | 18-5-1  | Carina Damm                      | Decyzja (jednogłośna)                | 5     | 5:00 | Titan FC 41: Damm vs. Faria 3      | 09.09.2016 | Coral Gables | Zdobyła pas mistrzowski Titan FC w wadze koguciej.                                           |
| Wygrana   | 17-5-1  | Tamires Souza                    | Poddanie (dźwignia na staw łokciowy) | 1     | 1:10 | Battle of Kings                    | 05.12.2015 | Ilhéus       |                                                                                              |
| Wygrana   | 16-5-1  | Geisa Silva Sena                 | TKO (uderzenia)                      | 1     | 3:07 | FEMMAESP: Cup 1                    | 24.10.2015 | São Paulo    | Walka w wadze muszej.                                                                        |
| Przegrana | 15-5-1  | Karolina Kowalkiewicz-Zaborowska | Decyzja (niejednogłośna)             | 3     | 5:00 | KSW 30: Genesis                    | 21.02.2015 | Poznań       | Bonus za walkę wieczoru.                                                                     |